# Kalambaki
Kalambaki (gr. Καλαμπάκι) – miejscowość w Grecji, w administracji zdecentralizowanej Macedonia-Tracja, w regionie Macedonia Wschodnia i Tracja, w jednostce regionalnej Drama. Siedziba gminy Doksato. W 2011 roku liczyła 3110 mieszkańców.